# توپولف ۹۵
توپولف تو-۹۵ (به روسی:Туполев Ту–۹۵ با نام ناتو: Bear خرس) یک بمب‌افکن استراتژیک دوربرد است که در شوروی پیشین طراحی و تولید گردیده است. این هواپیما مجهز به ۴ موتور توربوپراپ کوزنتسوف ان‌کی-۱۲ می‌باشد.
بمب افکن Bear یا همان «خرس» از جهاتی به دلیل استفاده از بال‌های به عقب برگشته و موتورهای جت انقلابی در ساخت بمب افکن‌های روسی به شمار می‌آمدند و از جهت دیگر به دلیل تقلید دوباره از نمونه‌های آمریکایی نقطه ضعفی برای صنعت هواپیماسازی محسوب می‌شدند. توپولف Tu-95 در سال‌های ۱۹۵۱ و ۱۹۵۲ طراحی و ساخته شد و به سال ۱۹۵۵ نخستین پرواز خود را انجام داد. بدنه Tu-95 از بسیاری جهات به همان B-29 قدیمی آمریکایی شباهت دارد، استفاده از سطح مقطع دایره‌ای شکل برای بدنه و موارد دیگر همه و همه اشاره به تقلید روس‌ها از آمریکایی‌ها دارد. قسمت دم هواپیما مقداری بالا کشیده شده است و برخلاف B-29 که مسلسل چی‌های آن درست در پشت بال‌ها قرار داشتند، در Tu-95 محفظه‌های نگهداری مسلسل چی‌ها و توپ‌های اینبار روسی آنان به قسمت عقب هواپیما و زیر دم منتقل شده است. دماغه این هواپیما به شکلی ورم کرده طراحی شده تا بتواند مقرهای ناوبری را در خود جای دهد. درست در پشت این دماغه کابین پرواز قرار گرفته است. این کابین پرواز از نظر داشتن دو کنترل برای خلبان و کمک خلبان شباهت بسیاری به کابین‌ هواپیماهای مسافربری دارد، جز این که ظاهراً بسیار تنگ و دارای دید کم و البته کمی قدیمی است.
تعدادی از این نوع هواپیما در عملیات تار عنکبوت که توسط اوکراین در ۱ ژوئن ۲۰۲۵(۱۱ خرداد ۱۴۰۴) انجام شد، نابود شدند.
انتظار می رود این رقم به ۴۰ فروند نیز برسد.

## انواع مدل‌ها
- Tu-95M: پایه تمام مدل‌های تی یو ۹۵ با برد بلند. این مدل قابلیت سوخت گیری هوایی را ندارد.
- Tu-95K22: در این مدل تغییراتی اعمال شده تا قابلیت حمل موشک Raduga Kh-22 را داشته باشد.
- Tu-95KM: در این مدل سیستم‌های شناسایی تقویت شده.
- Tu-95M-55: این مدل مخصوص حمل موشک است.
- Tu-95V: مدلی که به وسیله آن تست بمب هسته‌ای انجام شد.
- Tu-95U: مدل آموزشی توپولوف ۹۵ می‌باشد.